# 1961

## Esdeveniments
Països Catalans
- 13 de març - Perpinyà (el Rosselló): s'hi publica el primer número de la revista "Sant Joan i Barres".
- 11 de juliol - Barcelona: s'hi funda Òmnium Cultural.
- 6 de desembre - Barcelona: s'hi publica el primer número de la revista Cavall Fort.[1]
- Constitució de Banca Catalana.

Resta del món
- 19 de febrer - Liverpool (Anglaterra, Regne Unit): Els Beatles fan el seu primer concert, al bar musical The Cavern.
- 12 d'abril - La Unió Soviètica: Iuri Gagarin, a bord de la nau Vostok I, esdevé el primer home que surt a l'espai exterior de la Terra.
- 17 d'abril -A l'illa de Cuba mercenaris entrenats pels Estats Units comencen la invasió de Playa Girón, també coneguda com a Invasió de Bahía de Cochinos, que acabarà amb la derrota dels Estats Units.[2]
- 26 d'abril - EUA: Alan Shepard va viatjar a l'espai. Va ser la segona persona en orbitar sobre la Terra.
- 13 d'agost - Berlín (Alemanya)ː S'aixeca el Mur de Berlín que separà Berlín Oest de Berlín Est i de l'RDA fins al 9 de novembre de 1989.
- 3 d'octubre - Baixa Saxònia i Hamburg signen el Pacte de Cuxhaven.[3]
- 15 de desembre - Israel: Adolf Eichmann és condemnat a morir a la forca per crims contra la humanitat, sentència que es compleix l'1 de juny de 1962.
- Fundació de Aliskérovo
- Estrena d'Homicides (títol original en anglès: Homicidal, the Story of a Psychotic Killer), thriller estatunidenc de William Castle,

### Premis Nobel
| Camp                  | Guardonats                             |
| --------------------- | -------------------------------------- |
| Física                | - Robert Hofstadter - Rudolf Mössbauer |
| Química               | - Melvin Calvin                        |
| Medicina o Fisiologia | - Georg von Békésy                     |
| Literatura            | - Ivo Andrić                           |
| Pau                   | - Dag Hammarskjöld                     |

## Naixements
Països Catalans
- 20 de febrer, Barcelona: Alícia Hernández Martínez, atleta catalana especialista en triple salt.[4]
- 26 de febrer, Vilanova i la Geltrú: Aurora Morata i Salvador, gimnasta catalana dels anys 70.[5]
- 2 de març, Sydney, Austràlia: Simone Young, directora d'orquestra i de teatre d'òpera.[6]
- 8 de març, Barcelonaː Trinitat Pradell Cara, física, investigadora, professora universitària i acadèmica catalana.[7]
- 16 de març, Roses: Maria Rosa Lloret Romañach, filòloga i lingüista catalana, dedicada a la recerca i la docència universitària.[8]
- 20 de març, Barcelona: Blanca Busquets i Oliu, escriptora, filòloga i guionista catalana.[9]
- 6 de maig, Figueres, Alt Empordà: Roser Llop Florí, jugadora de basquetbol catalana (m. 2011).[10]
- 14 de maig, Reus: Maria del Carme Miralles i Guasch, geògrafa i política catalana, diputada al Congrés en la VII Legislatura.[11]
- 15 de maig: Àngel Pomerol, escultor català.
- 18 de maig, València: Mavi Dolç i Gastaldo, filòloga, professora i activista cultural valenciana (m. 2009).[12]
- 21 de maig, Perpinyà: Hélène Legrais, historiadora, periodista i escriptora nord-catalana en llengua francesa.[13]
- 25 de maig, Lleida: Núria Perpinyà i Filella, escriptora catalana.[14]
- 29 de juny, Tarragona: Mercè Anglès, actriu i directora teatral catalana (m. 2014).
- 31 de juliol, Taradell, Osona: Antoni Pladevall i Arumí, escriptor i professor català.
- 22 d'agost, Girona: Concepció Ramió i Diumenge, compositora, professora de música i directora de cobla gironina.[15]
- 17 de setembre, Sant Climent de Llobregat: María Isabel Salud Areste, política espanyola.[16]
- 5 d'octubre, Figueres: Sílvia Soler i Guasch, periodista i escriptora catalana.[17]
- 24 d'octubre, Sagunt: Emilia Matallana Redondo, bioquímica espanyola, especialitzada en l'estudi de llevats enològics.
- 25 d'octubre, València: Chimo Bayo, discjòquei i productor musical valencià.
- 26 d'octubre, Manresa: Manel Estiarte, waterpolista català.
- 28 d'octubre, Badalona: Lluïsa Cunillé i Salgado, dramaturga catalana.[18]
- 10 de novembre, Barcelona: Ester Formosa, actriu i cantant, professora de veu creativa i cant.[19]
- 25 de novembre, Lleida: Glòria Pallé i Torres, atleta especialitzada en curses de mig fons, ha estat campiona d'Espanya absoluta.[20]
- 27 de novembre, Barcelona: Laura del Sol, actriu catalana.[21]
- 2 de desembre, Castelló de la Plana: Antoni Albalat Salanova, poeta.
- Barcelona: Santi Cogolludo, periodista
- Palma, Enrique Juncosa, escriptor

Resta del món
- 1 de gener, Kazlu Ruda, Marijampolė, Lituània: Violeta Urmana, famosa soprano i mezzosoprano lituana.[22]
- 9 de gener, Little River, Kansas: Sandra Myers, atleta estatunidenca i després espanyola, i musicòloga.[23]
- 21 de gener, Siraz, Nazanin Armanian, escriptora i politòloga iraniana, exiliada a Espanya des de l'any 1983.[24]
- 22 de gener, Montevideo: Horacio López Usera, jugador de bàsquet
- 24 de gener, Berlín, Alemanya: Nastassja Kinski, actriu i model alemanya.[25]
- 30 de gener, Liaoyuan, Jilin: Liu Gang, informàtic, matemàtic i enginyer nord-americà d'origen xinès.
- 31 de gener, Banjul, Gàmbia: Fatou Bensouda, advocada, fiscal i ministra gambiana, Fiscal de la Cort Penal Internacional.[26]
- 17 de febrer, Moscou, URSS: Andrei Korotàiev, antropòleg, economista, historiador i sociòleg rus.
- 8 de març, Eisenkappel-Vellach/Železna Kapla-Bela, Caríntia: Maja Haderlap, escriptora en eslovè i alemany de nacionalitat austríaca.[27]
- 18 de març, Nova Delhi, Índia: Dayanita Singh, fotògrafa i periodista.
- 21 de març, Erlangen, Baviera: Lothar Matthäus, futbolista i entrenador alemany.
- 27 de març, Bermeo: Izaskun Bilbao, política nacionalista basca, llicenciada en Dret.[28]
- 1 d'abril, Blackburn, West Lothian: Susan Boyle, cantant pop escocesa.[29]

- 3 d'abril, Brooklyn, Nova York: Eddie Murphy, actor i humorista estatunidenc.
- 12 d'abril, Melbourneː Lisa Gerrard, contralt i compositora australiana.[30]
- 15 d'abril, San Diego, Califòrnia (EUA): Carol W. Greider, biòloga molecular nord-americana, Premi Nobel de Medicina o Fisiologia de l'any 2009.[31]
- 18 d'abril, París: Élisabeth Borne, alta funcionària i política francesa que ha ocupat diversos ministeris.[32]
- 20 d'abril, Slaný, Txèquia: Eva Urbanová, soprano txeca que ha tingut una carrera internacional activa des del 1987.[33]
- 28 d'abril, Macerata, (Itàlia): Laura Boldrini, política italiana; ha estat presidenta de la Cambra dels Diputats italiana.[34]
- 30 d'abril, Fes, Marroc: Eva Illouz, sociòloga i escriptora francomarroquina.[35]
- 8 de maig, Schwerin, RDA: Andrea Pollack, nedadora alemanya guanyadora de sis medalles olímpiques (m. 2019).[36]
- 22 de maig,
  - Las Palmas de Gran Canaria: Antonia San Juan, actriu canària.[37]
  - Kigali: Louise Mushikiwabo, política ruandesa, Secretària general de l'Organització internacional de la francofonia (OIF).[38]
- 29 de maig, Leavenworth (Kansas), EUA: Melissa Etheridge, cantant de rock i compositora estatunidenca.[39]
- 11 de juny, Màlaga: María Barranco, actriu espanyola de cinema, teatre i televisió.[40]
- 18 de juny, Billericay, Essex: Alison Moyet, cantant anglesa, compositora i intèrpret reconeguda per la seva veu de contralt.[41]
- 19 de juny, Mane Bhanjyang, Bhojpur: Bidhya Devi Bhandari, política nepalesa, primera dona Presidenta de Nepal.[42]
- 21 de juny, París: Manu Chao, cantautor francès.
- 24 de juny, Bridgeport: Rebecca Solnit, historiadora, escriptora, periodista i activista estatunidenca.[43]
- 27 de juny, Gombe, Nigeria: Amina J.Mohammed, especialista en desenvolupament, ha estat Ministra de Medi ambient de Nigèria.[44]
- 1 de juliol, 
  - Birmingham, Alabama, EUA: Carl Lewis, atleta estatunidenc.
  - Sandrigham, Anglaterra: Diana de Gal·les, aristòcrata gal·lesa, princesa consort de Gal·les (m. 1997).[45]
- 14 de juliol, Unsuk Chin, compositora sud-coreana considerada una dels 50 millors compositors contemporanis del món.[46]
- 1 d'agost, Madridː Nieves Concostrina, periodista i escriptora madrilenya.[47]
- 3 d'agost, Gijón, Astúries: Eva Lesmes, directora de cinema, guionista de cinema i televisió, realitzadora de televisió espanyola.[48]
- 4 d'agost, Honolulu, Hawaii, EUA: Barack Obama, 44è President dels Estats Units i Premi Nobel de la Pau de l'any 2009.[49]
- 21 d'agost, Santander: Mara Dierssen, neurobiòloga, investigadora i professora universitària establerta a Catalunya.[50]
- 25 d'agost, Prefectura d'Aichi: Yutaka Ikeuchi, futbolista.
- 31 d'agost, Nyanza (Ruanda): Rose Mukantabana, advocada i activista ruandesa, ha estat presidenta del Parlament de Ruanda.[51]
- 18 de setembre, Westwood, Nova Jersey (EUA): James Gandolfini, actor estatunidenc (m. 2013).[52]
- 28 de setembre, Neuilly-sud-Seine: Tatiana de Rosnay, periodista, escriptora i guionista francesa.[53]
- 29 de setembre, Y Barri, Gal·les: Julia Gillard, advocada i política, que fou Primera Ministra d'Austràlia i líder del Partit Laborista.[54]
- 18 d'octubre, Nova Orleans, Louisiana, EUA: Wynton Marsalis, trompetista de jazz estatunidenc, fill d'Ellis Marsalis.
- 23 d'octubre, Vitòria, País Basc: Andoni Zubizarreta, futbolista basc.
- 12 de novembre, Oneşti: Nadia Comăneci, gimnasta romanesa, primera a assolir la màxima puntuació en una competició olímpica.[55]
- 19 de novembre, Fairfield (Connecticut), Estats Units: Meg Ryan, actriu i productora americana.[56]
- 24 de novembre, Shillong, Índia: Arundhati Roy, escriptora i activista índia.[57]
- 8 de desembre, Santana, São Tomé i Príncipe: Conceição Lima, poeta de São Tomé i Príncipe.[58]
- 10 de desembre, Lukla, Nepal: Pasang Lhamu Sherpa, primera alpinista nepalesa a pujar a l'Everest.[59]
- 19 de desembre, Palo Alto, Califòrnia, EUA: Eric Allin Cornell, físic estatunidenc, Premi Nobel de Física de l'any 2001.
- Mont-real, Quebec, Canadà: Michel Rabagliati, autor de còmic
- Lin Bin, enginyer i empresari xinès.
- São Paulo, Brasil: Leda Catunda pintora, escultora, educadora i artista gràfica.
- Madrid, Berta Vias Mahou, escriptora
- Rio de Janeiro: Jorge Ricardo, genet
- París: Frédéric Berthelot, escultor

## Necrològiques
Països Catalans
- 24 de gener - Castelló de la Plana (Plana Alta): Francesc Mora i Berenguer, arquitecte valencià.
- 24 de febrer - Caracas, Veneçuela: Pascual Pla y Beltrán, poeta valencià en llengua castellana (n. 1908).
- 25 de febrer - París, França: Just Cabot i Ribot, escriptor i periodista català.
- 30 de març - Barcelona: Madame Renaud, modista de l'alta burgesia i noblesa de la Barcelona de finals del s. XIX (n. 1868).[60]
- 10 d'agost - Montlluís, Conflent: Jean Marcellin Joseph Calixte Gilles, general nord-català de l'exèrcit francès.
- 25 d'agost - Avilés, Astúries: Francesca Fontova i Rosell, metgessa catalana, la primera de la província de Lleida (n. 1877).[61]
- 10 de setembre - Olot: Concepció Carreras i Pau, poetessa, compositora i professora de música catalana (n. 1893).[62]
- 23 de setembre - Valldemossa, Mallorca: Pilar Montaner i Maturana, va ser una pintora mallorquina (n. 1878).[63]
- 27 de setembre, Barcelona (Barcelonès): Josep Maria de Sagarra i de Castellarnau, escriptor i periodista català.
- 1 d'octubre - Barcelona: Rosa Sensat i Vilà, mestra i pedagoga catalana (n. 1873).[64]
- 8 de novembre - València, María Villén, pedagoga, directora de l'Escola Normal de València, renovadora de l'ensenyament republicà̟.[65]
- 30 de novembre - Sàsser: Pinutxa Ginesu Maffei, mestra d'escola i poetessa algueresa en llengua catalana i italiana (n. 1914).[66]

Resta del món
- 9 de gener - Cambridge, Massachusetts (EUA): Emily Greene Balch, sindicalista, escriptora i pacifista nord-americana, Premi Nobel de la Pau 1946 (n. 1867).[67]

- 10 de gener - Nova York (EUA): Dashiell Hammett, escriptor estatunidenc (n. 1894).[68]
- 17 de gener - Lubumbashi: Patrice Lumumba, líder independentista congolès.[69]
- 25 de gener - Moscou: Nadejda Udaltsova, artista russa, representant de l'avantguarda russa en pintura (n. 1886).[70]
- 3 de març - Nova York (EUA): Paul Wittgenstein, pianista austríac (n. 1887).[71]
- 30 de març - El Caire (Egipte): Jamil Mardam Bey, polític sirià que fou dos cops primer ministre.
- 2 d'abril - Nova York (EUA): Wallingford Riegger, compositor musical estatunidenc, conegut per les seves obres orquestrals, per a la dansa moderna i el cinema (n. 1885).[72]
- 6 d'abril - Brussel·les (Bèlgica): Jules Bordet, immunòleg belga, Premi Nobel de Medicina o Fisiologia per la seva recerca al voltant de la immunologia l'any 1919.
- 7 d'abril - 
  - Firle, East Sussex, Anglaterra: Vanessa Bell, pintora i interiorista anglesa, part del grup de Bloomsbury (n. 1879).[73]
  - Madrid: Jesús Guridi Bidaola, compositor basc (n. 1886).
- 13 de maig - Los Angeles (EUA): Gary Cooper, actor estatunidenc (n. 1901).
- 23 de maig - Sydney, Austràlia: Adela Pankhurst, militant política sufragista (n. 1885).[74]
- 30 de maig - Ciudad Trujillo (República Dominicana): Rafael Leónidas Trujillo Molina, militar i president la República Dominicana (n. 1891).[75]
- 5 d'abril, Asunción (Paraguai): Alfred Kamprad, violinista i compositor alemany.
- 14 de juny, Budapest: Ella Némethy, mezzosoprano hongaresa (n. 1895).[76]
- 1 de juliol - Courbevoie (França): Louis-Ferdinand Céline, escriptor francès (n. 1894).[77]
- 2 de juliol - Ketchum, Idaho, Estats Units: Ernest Hemingway, escriptor estatunidenc, Premi Nobel de Literatura de 1954.[78]
- 15 de juliol - Moscou: Nina Bari, matemàtica soviètica coneguda pel seu treball sobre sèries trigonomètriques (n. 1901).[79]
- 20 d'agost - Randolph, Nou Hampshire (EUA): Percy Williams Bridgman, físic nord-americà, Premi Nobel de Física de 1946 (n. 1881).[80]
- 23 d'agost - San Francisco, Califòrnia: Julia Klumpke, va ser una violinista i compositora americana (n. 1870).[81]
- 30 d'agost - Nova York (EUA): Charles Coburn, actor estatunidenc (n. 1877).
- 17 de setembre -İmrali (Turquía): Adnan Menderes, polític turc ,Primer Ministre de Turquia de 1950 a 1960.(n. 1899).[82]
- 18 de setembre - Ndola (Zàmbia): Dag Hammarskjöld, polític i diplomàtic suec, Premi Nobel de la Pau de l'any 1961 (n, 1905).
- 22 de setembre - Los Angeles, Califòrnia (EUA): Marion Davies, actrius estatunidenca (n. 1897).[83]
- 23 de setembre - Valldemossa: Pilar Montaner i Maturana, pintora mallorquina (n. 1876).[84]
- 11 d'octubre - Hollywood (EUA): Chico Marx, actor i comediant estatunidenc (n. 1887).[85]
- 13 d'octubre, 
  - Nova York: Maya Deren, una de les principals realitzadores del cinema experimental nord-americà dels anys 40 (n. 1917).[86]
  - París: Marguerite Monnot, pianista i compositora francesa que acompanyà la carrera d'Édith Piaf (n. 1915).[87]
- 20 d'octubre - San Juan de Puerto Ricoː Sylvia Rexach, cantant de boleros i compositora porto-riquenya (n. 1922).[88]
- 2 de novembre - Oslo: Harriet Bosse, actriu sueco-noruega (n. 1878).[89]
- 25 de desembre - Nova York (EUA): Otto Loewi, metge nord-americà d'origen alemany, Premi Nobel de Medicina o Fisiologia de 1936 (n. 1873).